# Liste der Biografien/Marj
Liste der Biografien |
Portal Biografien |
Personensuche
# |
A |
B |
C |
D |
E |
F |
G |
H |
I |
J |
K |
L |
M |
N |
O |
P |
Q |
R |
S |
T |
U |
V |
W |
X |
Y |
Z |
?
 
Ma |
Mb |
Mc |
Md |
Me |
Mf |
Mg |
Mh |
Mi |
Mj |
Mk |
Ml |
Mm |
Mn |
Mo |
Mp |
Mq |
Mr |
Ms |
Mt |
Mu |
Mv |
Mw |
Mx |
My |
Mz
 
Maa |
Mab |
Mac |
Mad |
Mae |
Maf |
Mag |
Mah |
Mai |
Maj |
Mak |
Mal |
Mam |
Man |
Mao |
Map |
Maq |
Mar |
Mas |
Mat |
Mau |
Mav |
Maw |
Max |
May |
Maz
 
Mara |
Marb |
Marc |
Mard |
Mare |
Marf |
Marg |
Marh |
Mari |
Marj |
Mark |
Marl |
Marm |
Marn |
Maro |
Marp |
Marq |
Marr |
Mars |
Mart |
Maru |
Marv |
Marw |
Marx |
Mary |
Marz
Die Liste der Biografien führt alle Personen auf, die in der deutschsprachigen Wikipedia einen Artikel haben. Dieses ist eine Teilliste mit 35 Einträgen von Personen, deren Namen mit den Buchstaben „Marj“ beginnt.

## Marj

### Marja
- Marjai, József (1923–2014), ungarischer kommunistischer Politiker und Diplomat
- Marjamaa, Timo (* 1976), finnischer Fußballspieler
- Marjamäki, Masi (* 1985), finnischer Eishockeyspieler
- Marjamäki, Sari (* 1971), finnische Eishockeyspielerin
- Marjan, Adam (* 1957), kuwaitischer Fußballtorwart
- Marjan, Marie-Luise (* 1940), deutsche SchauspielerinMarie-Luise Marjan (* 1940)

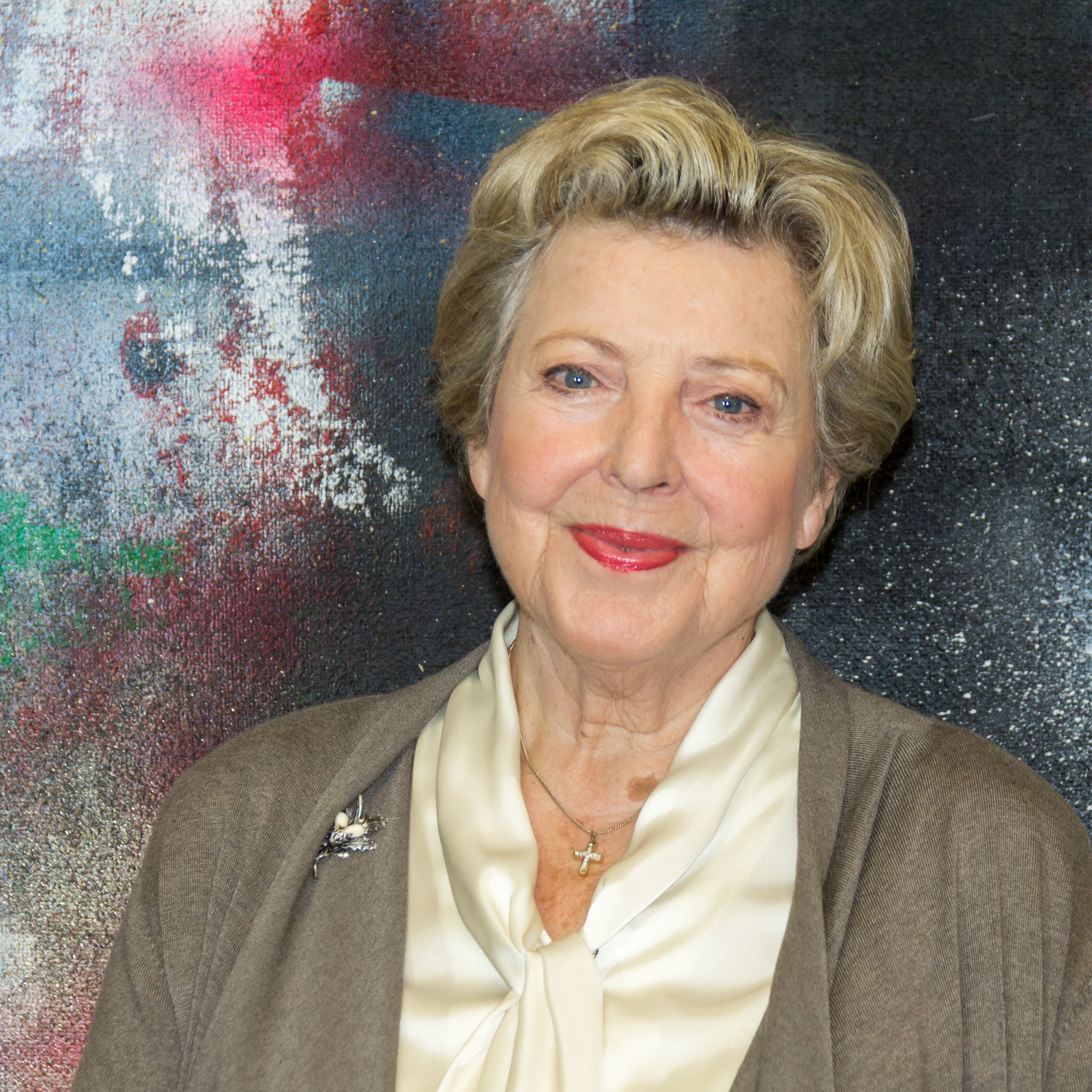
Marie-Luise Marjan (* 1940)

- Marjanac, Dragan (* 1985), serbischer Handballspieler
- Marjane, Léo (1912–2016), französische Sängerin
- Marjanen, Regina (1920–2004), finnische Speerwerferin
- Marjanjan, Stepan Mailowitsch (* 1991), russischer Ringer
- Marjanović, Blagoje (1907–1984), jugoslawischer Fußballspieler und -trainer
- Marjanović, Boban (* 1988), serbischer Basketballspieler
- Marjanović, Đorđe (1931–2021), jugoslawischer Sänger
- Marjanović, Filip (* 1989), serbischer Handballspieler
- Marjanović, Gjorgji (1939–2022), mazedonischer Rechtswissenschaftler und Übersetzer
- Marjanović, Mirko (1937–2006), serbischer Politiker
- Marjanović, Petar (* 1992), Schweizer Journalist
- Marjanovic, Senada (* 1954), Autorin und Journalistin
- Marjanović, Zana (* 1983), bosnische SchauspielerinZana Marjanović (* 1983)

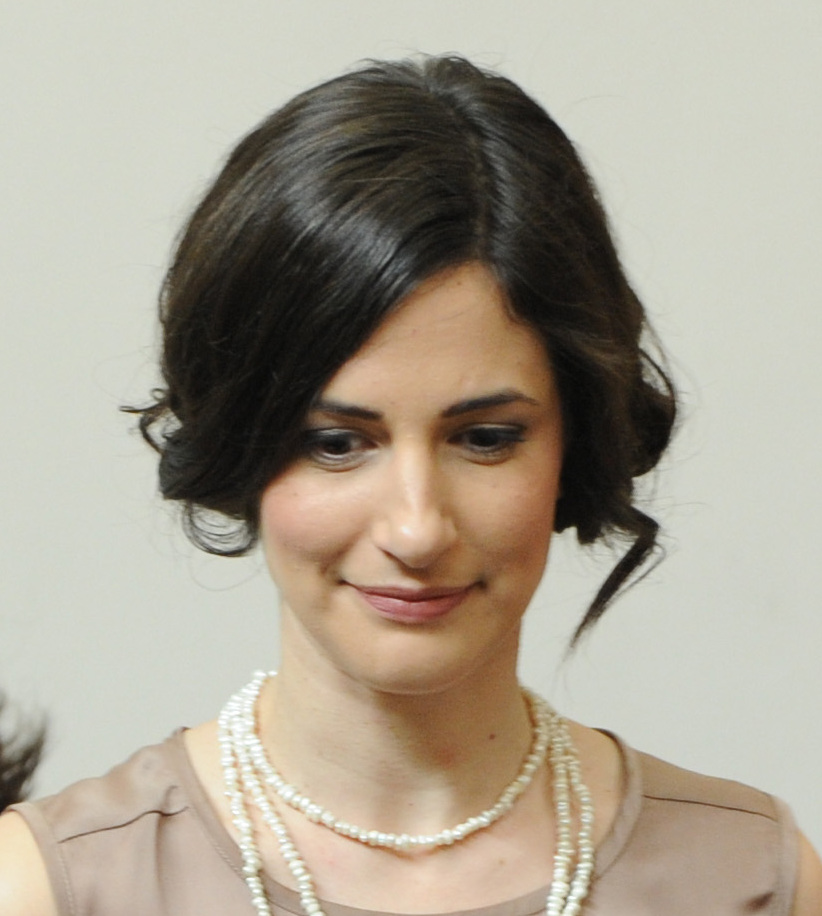
Zana Marjanović (* 1983)

- Marjanović, Zdravko (* 1941), serbischer Friedensaktivist
- Marjańska, Ludmiła (1923–2005), polnische Lyrikerin, Erzählerin und Übersetzerin englischer Literatur
- Marjara, Eisha (* 1966), kanadische Drehbuchautorin, Filmregisseurin und Produzentin

### Marje
- Marjenko, Anna Arina Wiktorowna (* 1992), russische Tennisspielerin

### Marji
- Marjin, Alexei Borissowitsch (1964–2016), sowjetischer Eishockeytorhüter

### Marjo
- Marjo (* 1953), frankokanadische Rocksängerin und Komponistin
- Marjolin, Jean-Nicolas (1780–1850), französischer Chirurg und Pathologe
- Marjolin, Robert (1911–1986), französischer Europapolitiker
- Marjoribanks, Dudley, 1. Baron Tweedmouth (1820–1894), britischer Politiker und Hundezüchter
- Marjoribanks, Dudley, 3. Baron Tweedmouth (1874–1935), britischer Peer
- Marjoribanks, Edward (1900–1932), britischer Politiker (Conservative Party), Mitglied des House of Commons und Schriftsteller
- Marjoribanks, Edward, 2. Baron Tweedmouth (1849–1909), britischer Politiker, Mitglied des House of Commons
- Marjorie von Schottland († 1244), schottische Königstochter
- Marjorie, Countess of Carrick († 1292), Mutter des schottischen Königs Robert the Bruce
- Marjory, 5. Countess of Buchan, schottische Adlige
- Marjosch (1938–2013), deutscher Maler